# 衡阳市奇石文化博物馆
26°54′24.7″N 112°30′50.2″E / 26.906861°N 112.513944°E
衡阳市奇石文化博物馆，是经湖南省文物局批准的省内首家私人博物馆，也是国家AAA级旅游景区。

## 博物馆构成

### 主馆
奇石博物馆的主馆分为两部分：上海馆和台湾馆。

上海馆摆放多为大件奇石，台湾馆摆放多为小件奇石。
- 大门
- 服务中心
- 池塘
- 亭子
- 小桥
- 伍福阁
- 通幽门
- 寿石苑
- 聚珍楼右展厅
- 聚珍楼的左展厅

## 馆长
衡阳市奇石文化博物馆的馆长是刘炫伶，女性。
刘炫伶祖籍山东临沂，现任中国观赏石协会副会长，衡阳市九三学社第七届委员会委员。

## 落户组织

### 衡阳市青少年科普教育基地
教育基地包括地球厅、矿物厅、国土资源厅、古生物厅、矿物晶体厅、地质环境厅等，落户时间为2015年4月28日。

### 衡阳市中小企业联合会
联合会于2014年9月26日上午在奇石博物馆正式挂牌成立。

## 活动

### 红茶评比大赛
2015年10月14日，衡阳市首届红茶评比大赛在衡阳市奇石文化博物馆举行。